# 甲竜伝説ヴィルガスト
『甲竜伝説ヴィルガスト』（こうりゅうでんせつヴィルガスト）は、P.NEKOMATAの企画･原案によるガシャポン作品、及びそれから発展したシリーズ作品である。

## 概要
1990年にバンダイから発売された同社オリジナルのガシャポン作品。キャラクターデザインは、『甲竜伝説ヴィルガスト』（以降、「第1シリーズ」と表記）はここまひ（初期は金物昌人。ここまひは金物昌人の親友とされていた）、『甲竜伝説ヴィルガストII』（以降、第2シリーズ」と表記）はこいでたく。
「ガシャポンR・P・G」を謳ったこの作品は、従来のコレクション一辺倒であったガシャポン商品とは趣が大きく異なり、商品の構成、種類数、付属のミニブックの情報量、再版や番外編的な展開、付随するキャンペーンの数等、様々な工夫が見られた。それは、「ガシャポン機を媒体にユーザーが『宝さがし』的なゲームを楽しむことを目的にした商品」というコンセプトのためである。
ファンタジーRPGを題材としてガシャポンで発売するための原作を持たないオリジナル企画だった事もあり、設定自体はわかりやすいオーソドックスなものとなっている。特定の宣伝媒体を持たないために1987年2月の企画開始から3年間をかけてB2ポスターの店頭掲示、チラシの配布、プロモーションアニメの上映といった、ガシャポン作品としては異例なほどの告知、宣伝展開が行われた。
異世界ヴィルガストの舞台となる世界は広大なフィールドの広がっているアーリアとゴーラの2つの大陸。前半は緑に覆われたアーリア大陸で冒険が繰り広げられる。後半は敵である暗黒魔神官バロスの本拠地があるゴーラ大陸へ戦いの舞台が移動する。
商品の内容としては1カプセル100円で塩ビ製フィギュア1体とプラスチック製アイテム1個が入っていた。塩ビ製フィギュアはプレイヤーキャラもしくはモンスターとなっており、プラスチック製アイテムは武器、盾、兜、胸鎧、篭手、腰アーマー、足アーマーのいずれか一つとなっていた。ガシャポンフィギュアとしては画期的な「着せ替え仕様」を取り入れたが、当初は地域展開の不足もあり売上げは伸びなかった。そのため一度販売が打ち切られたが、フィギュアの収集を終えていなかったファンから再発を望む声が多数寄せられ、その後販売再開された。通常の100円シリーズの他に1カプセル200円のコンティニューシリーズがあり、内容は過去弾の復刻で、塩ビ人形2体、装備アイテム2個、武器・盾アイテム1個が封入、もしくは後述の邪神や伝説の甲竜等100円カプセルに入りきれない大型フィギュアも封入されていた。また、ホビー事業部からパーティーキャラクターと装備アイテムのセットも販売されていた。
その後はOVA、ゲーム製作などの大規模なメディアミックス戦略が行われ（詳しくは#メディアミックス作品および関連商品を参照）、一定のファンを獲得した。
しかし、肝心のガシャポン作品自体は第2シリーズから「EXPチップ」を用いた「LEVEL UP・システム」（申請書に200ポイント以上を貼って商工会に送ればLEVEL認定され、一定LEVELに達するとプレゼントがもらえる）を導入するなどの工夫を取り入れたものの、担当者の異動により継続が不可能となり、第2シリーズ途中の第III章で打ち切りに終わっている。1994年を最後にメディアミックスも終了した。

## 登場キャラクター
以下の設定はガシャポン本篇の基本的な設定であるが、漫画、小説、ゲーム、OVAでは設定や関係性が若干異なっている。名前のアルファベット表記はガシャポン付属のカードに準じる。「声」はOVA版の声優。

### メインキャラクター
瞬と三智子は学校でも公認のカップル。2人が学校から帰る途中、ヴィルガストからの使いとして送り込まれた変わったウサギが現われた。2人は、そのウサギによって異世界ヴィルガストへ転移させられてしまう。

#### 異世界の勇者
三池瞬（みいけ・しゅん）(Shun Miike)
ヒーロー。14歳。中学2年生（第1シリーズ）/中学3年生（第2シリーズ）。AB型。黒髪茶眼。HP1600→6300→8300（第1シリーズ）HP1600→3100→8300（第2シリーズ）
女神ウィンディーネからヴィルガスト界を救う為に異世界（現実界）から召喚された際、幼なじみで恋人の三智子と離れ離れになる。始めは目の前の状況を飲み込む事ができず、パニックに陥っていた。
冒険当初は「行方不明の三智子を探す」という目的のみで行動しており、勇者としての自覚、責任が無かったが、邪神に苦しむ人々を見てきたり、ムロボの過去の経験の話を聞いたりする事で、ヴィルガストを救うという使命に目覚め、徐々に順応、成長していく。
中学校では陸上部に所属し、かなりの足の速さではあるが1位を好まない性格で、常に2番手だった。
中島三智子（なかじま・みちこ）(Michiko Nakazima)
ヒロイン。14歳。中学2年生（第1シリーズ）/中学3年生（第2シリーズ）。黒いショートのストレートボブに茶眼。A型。HP300→2200→？（第2シリーズ）
女神ウィンディーネからヴィルガスト界を救う為に異世界（現実界）から召喚されたのだが、その際邪神に捕まり洗脳され、女戦士ルシーズとなり瞬達を苦しめた。ニャゴ神のマスコットがお気に入りのようで、洗脳されてからも肌身離さず持ち歩いていた。中学校ではバスケットボール部に所属。カモシカのような足を気にしていたようである。橙色のカチューシャがチャームポイント。
第2シリーズで再びヴィルガスト界に危機が訪れた時にも召喚される。前回の召喚時にほとんどルシーズとして過ごしていたためか、瞬とは違いすぐにヴィルガスト界に順応することができず、冒険を始めた当初は危機感不足が原因のトラブルを度々起こしていた。しかし潜在能力は高く、魔法しか効かないモンスターを倒す為に魔法の修行をした時は、強烈な魔法の才能を見せつけ周囲の度肝を抜いた。
実はウィンディーネが引き離した、神の力を持つ双子の姉妹の姉であり、ヴィルガスト界のキーパーソンの一人。

#### 第1パーティー
第1シリーズ第1章から登場。旅の目的が無かった為、冒険に慣れていない瞬と同行、三智子を探す旅に出る。
クイ (Kui) - 声：森川智之
戦士。アリア王国第5戦士団所属。15歳。A型。金髪碧眼。HP1700→2900
彼の所属する第5戦士団はアリア国でも雑用専門と呼ばれ、他の戦士団より格下に見られていた。しかしクイの腕は確かであり、アリア王国の戦士団全ての中でもそうはいないほどの実力者で、本気で闘えばクリスよりも剣技は上である。武術大会で混乱に乗じて岡惚れしていた王女クリスと共に駆け落ちをする。あての無い旅をしている最中に、山賊に襲われていたユータとファンナを旅の道連れとする。そしてモンスターに襲われていた瞬と出会い、右も左もわからない彼をサポートをしながら一緒に三智子を探す事になった。
旅の途中でアリア国が危機に迫っているという伝言を受けるも、意地をはって帰ろうとしない為瞬と衝突するが、瞬の説得で帰ることを決意、アリア国に向かい亡国の危機を救う。その功績を称えられ、一同ともども騎士に叙せられ大地の装備を譲り受ける。その際王とのわだかまりも解け、クリスとの交際を認められる事となる。第2シリーズにて近衛兵になるという出世王でもある。
クリス (Chris) - 声：久川綾
戦士。アリア王国第1王女。16歳。B型。腰までとどく蒼のロングヘアに紅眼。HP1700→2600
抜群の美貌と均整のとれたプロポーションを持つ、誰もが認める美人。城にいたときはお姫様らしいフリルのたくさんついたドレスも着ていたが、活発な性格の彼女はあまりそのスタイルを好んでいなかった。お忍びで戦士の格好をするときは長髪の先の方を赤い紐でまとめ、露出の多いビキニスタイルの鎧と細身の剣を愛用する。城の退屈な日々が嫌いで剣術が好きな為、いつもネルソンから剣術の指南を受けており、その実力は並大抵の男や魔物では太刀打ちできるものではない。力試しの目的で出場した武術大会で、一目ぼれしたクイと共に混乱に乗じて駆け落ちをした。
しかし旅の途中でアリア国が危機に迫っているという伝言を受け、アリア国に向かいアリア国の危機を救う。クリスが瞬と共にヴィルガストを救う使命があるという事を知った国王から再び旅に出る事とクイとの交際の許しを得て、天空の装備をまとい再び冒険に出る事になる。
冒険をした事で成長し、王女としての責任感を持つようになり、1年後、三度おとずれたアリア国の危機では、病に倒れた国王のかわりに国をまとめた。
ユータ (Youta) - 声：緑川光
勇者。伝説の勇者の1人息子。14歳。AB型。茶髪茶眼。HP1500→2500（第1シリーズ）HP2500→3600→？（第2シリーズ）
十数年前、命と引き換えに邪神を封じ込めた伝説の勇者ウィリアムの息子。しかし本人はその事にプレッシャーを感じながら生きていたので、おとなしくやや暗い性格。またその立ち位置が瞬とかぶる為、彼の活躍に隠れて目立たず地味で陰湿な性格を特徴とするキャラとされた。幼なじみのファンナに恋心を抱いてはいるが、その性格の為にアプローチをかけられずにいる。
第1シリーズでは最後まで鎧らしい鎧を胴部に着用しなかった。第2シリーズで、ヴィルガストに再び危機がおとずれると、自由に行動できないクイとクリスのかわりに瞬に同行。冒険の途中、大地の洞窟にて父親の愛用していた聖剣エクスカリバーを受け継ぐ。ヴィルガスト人でありながら隠れた実力は高く、異世界人（ヴィルガストでは異世界から来た者は高い潜在能力を持つという設定がある）である瞬をも超える潜在能力を秘めている。
ファンナ (Fanna) - 声：岡本麻弥
狩人。アリア王国の田舎、シース村に住む少女。13歳。A型。金のセミショートに蒼眼。HP1500→2500（第1シリーズ）HP2500→3200→？（第2シリーズ）
第1パーティーのマスコット的な少女。冒険中、常に緑色の二段フレアミニのワンピースを着用する等、機能より見た目で装備を選んでいる傾向がある。ユータの幼なじみで、小言を言いながらもいつもユータを気遣っている。
行方不明の兄に対するコンプレックスが強く、雰囲気が似ている瞬を慕っていた。人の心を読んだり動物と会話をする能力があるが、カエルだけは大の苦手である。

#### 第2パーティー
第1シリーズ第2章から登場。女神のお告げを受け、邪神討伐という目的で旅をしている。第1パーティよりも戦闘能力が高い。
ボストフ (Bostov) - 声：山口勝平
盗賊(旅に同行するうえで盗賊業を廃業)。15歳。O型。黒のオールバックに瞳の小さい黒眼。HP1900→3700
祖母がエルフというクォーターエルフの青年で、耳が少し尖っている。三智子の学生カバンを「金になりそう」という理由で持っていた為、それを探していた瞬達と出会う。性格は軟派、不真面目、女好きという有様で女神の勇者として程遠いものであるが、芯は強く勇者としての自覚もある為いざという時はマジメな一面も見せる（が、長続きはしない）。
度々ムロボと衝突しているが、心の底ではお互い信頼しあっているようである。レミにはなぜか頭が上がらない。
レミ (Remi) - 声：白鳥由里
魔術師。11歳。AB型。緑のショートボブに碧眼。HP2100→3600
最年少ながらメインキャラ1の魔力を持つ魔術師。しっかりした性格で、パーティーの家事全般をこなしたり、ケンカの仲裁に入ったり、魔法の手ほどきをしたりと、その行動はとても11歳には思えない働きぶり。真面目で純粋な分、少々天然気味でもある。
普段真面目な分キレると恐ろしく、その絶大な魔力を相手にぶつけてくる為、彼女に逆らうものはいない（ムロボですらも）。得意魔法は「ナイペタ」という電撃魔法。メインキャラの中で唯一詳しい経歴が語られていない。
ムロボ (Murobo) - 声：大塚明夫
戦士。元傭兵のワーウルフ族（直立した巨大な狼のような獣人族）。自称17歳。B型。豊かな茶色い毛並み。HP2400→4500
女神ウィンディーネのお告げを受け、異世界の勇者とその仲間を探す旅に出る。
メインキャラ1の体格と戦闘能力を誇り、重厚な鎧と盾を身に着けながら、巨大なバトルアックスを片手で振り回し動きも素早い。瞬のよき戦友、よき相談役となる。
昔は札付きのワルだったが、恩師ヘストンとの出会いで更生してからは実直で生真面目な性格に。反りの正反対なボストフとは度々衝突しているが、心の底ではお互い信頼しあっているようである。
ワーウルフ族は人間の2倍を生き、人間換算年齢×2と計算する為、実年齢は34歳であるが、本人はその事をひどく気にしている。
リュキア (Ryuquir) - 声：横山智佐
戦士。ねこまた族（いわゆる猫耳の特徴を有する獣人族）の村長の娘。15歳。O型。小豆色のポニーテールに緑眼。HP2400→4600（第1シリーズ）HP2400→4800（第2シリーズ）
「戦士」ではあるが、実質は武闘家。ヴィルガストのマスコット的キャラクターで、宣伝チラシ等の他メディアの登場率が群を抜いている、影のヒロイン。他の第2パーティーとはぐれている最中に、瞬に助けられ恩を感じ、以降瞬を「ご主人様」と呼び、懐く。スタイルもかなり良く、猫ゆえの無自覚な行動で色気を振りまいてしまい、周りを振り回すこともしばしば。
きまぐれな習性で知られるねこまた族の中でも輪をかけたきまぐれぶりで、食べたい時に食べて寝たい時に寝るという性格はまさにネコそのもの。しかし瞬に対する忠誠心は並大抵のものではなく、瞬たちが現実界へもどった際も白いネコに姿を変えて付いてくるなど、出会ってから離れる事は1度も無かった。
ねこまた村の幼なじみに、活発で一直線なシルビー、大人しくていじめられっこのニャーミがいる。

#### 第2シリーズ以降
第2シリーズから正式な仲間（メインキャラクター）となるキャラ。
イコリーナ (Icorine)
賢者。アレイの島の看護婦。17歳（第1シリーズ）/18歳（第2シリーズ）。O型。背中にとどく黒のロングヘアに緑眼。HP3500→4700
第1シリーズではアレイの島の病院で看護婦をしており、怪物に襲われていた所を島に立ち寄った瞬と第2パーティーに助けられたのが出会いのきっかけで、その後ルシーズ戦で大怪我をした瞬たちを治療した。元々はこれだけの登場であったが、人気が出た為なのか、第2シリーズでメインキャラとなる。レミほどではないが魔力が強く、ペスパ危機において星の杖を使い、ルシーズIIの忘却の兜を破壊、リタ姫を救出している。
かつては従弟のクリントと共に教会で育てられた孤児であった。伝染病に苦しむ村に渡り、懸命の看護活動で村を救って以来、その村の病院で働いている。今は飲んだくれだが腕だけは確かなこの病院の医者が父親代わりである。また、村には彼女の熱烈なファンクラブが存在する。
クリント (Crint)
武闘家。16歳。AB型。フロントとサイドを逆立てた明るい金髪に三白眼HP3200→4600
イコリーナの従弟にあたり、孤児としてトゥースの村の教会で一緒に育ってきた。イコリーナの女学校進学を機にアンガス老師の道場に預けられ武術を学ぶ。
瞬を助ける為にとイコリーナが連れてきたが、イコリーナ以外には心を開かない。そのとっつきにくい性格は、幼い頃にモンスターに惨殺された両親を目撃し、心に深い傷を負ってしまった為である。とはいえ仲間のピンチには必ず助けに入ったり、自分に似た境遇の少年ジョンに気遣う等、本来は優しく熱い心を持った男である。

### ヴィルガスト界の神々
伝説の甲竜とも呼ばれる、ヴィルガスト界の自然・摂理を構成する竜神達。普段は離れた場所から世界を見守っているが、本の形を取る事で封印されたり、選ばれし者に力を貸す事がある。
女神ウィンディーネ (Undine)
ヴィルガストの創造神。伝説の勇者を失ったヴィルガスト界で再び危機が訪れた時、瞬と三智子を召喚した。第2シリーズで、三度邪神が復活した時に本に封印されてしまったが、三智子の力により解放される。地に着くほどの水色のロングヘアを持つ、純白の上衣をまとった色白の美しい女神の姿をしているが、その正体は邪神と対を成す竜であり、最終決戦でその姿を見せている。
邪神
後述参照
ダークドラゴン
大地を統治。アレイ島の大地の洞窟に住み、人間と出会う事を避けている。
ブルードラゴン
海を統治。海底の洞窟に住んでいる。
レッドドラゴン
天空を統治。天空の洞窟に住んでいる。他のドラゴンと違って鎧とポールアックスを装備している。瞬に幻を見せる試練を与えた。

### 主要敵キャラクター
邪神
ヴィルガストを我が物にしようとしている神。十数年前に伝説の勇者の命と引き換えに本に封印されたが、神官グランカスを唆して肉体を乗っ取り、世界を恐怖で包み込もうとした。
モンスター達の父であり、ヴィルガスト界のモンスターのほとんどは邪神の力によって生み出されている。その正体はウィンディーネと対を成す、ヴィルガスト世界を構築する竜神。

#### 第1シリーズ
ルシーズ (Ruciese)
邪神親衛隊と呼ばれるエリートモンスターの隊長の女戦士。黒のショートヘアに光を映さない濁った眼。瞬達はアレイの島で彼女と対戦するも歯が立たず、瀕死の重傷を負う事になる。
正体は三智子が邪神に「忘却の武具」を身に着けさせられて洗脳された姿。常にニャゴ神のマスコットを持ち歩いていた。洗脳が解ける事は最後まで無く、北の城で再び瞬と対決し、倒される。大きな角の兜（忘却の兜）と濁った緑色の目が特徴。
ガスディスク&バルディスク兄弟 (Gusdisk&Buldisk)
邪神親衛隊でルシーズ直属の兄弟戦士。常に仮面をつけており、素顔は知られていない。
兄のガスディスクは海底の洞窟でムロボの恩師ヘストンを殺害、怒りに燃えるムロボと対決し、倒される。
弟のバルディスクは兄の敵討の為、北の城でムロボに決闘を申し込み、相打ちとなる。
第2シリーズでむりやり復活させられた為、肉体は完全に復活できておらず、早く眠りにつく事を望んでいる。

#### 第2シリーズ
ルシーズII (Ruciese II)
邪神親衛隊と呼ばれるエリートモンスターの隊長の女戦士。黒のショートヘアに光を映さない濁った眼。こちらはリタ姫が「忘却のアイテム」によって洗脳された姿で、ペスパ国を支配していた。初代ルシーズとは違い、魔法で守られている為物理攻撃が効かなくなっている。
外見的にも、アンダーがビキニから短パンに変更されていたり、リタ姫のピアスをつけていたりと初代ルシーズとは細部が異なっている。
ベガラス (Begarus)、ベラリオス (Beralius)、ベグス (Begs)
邪神の復活を企む3兄姉弟。元々は女神の戦士として戦うはずだったが、大地の洞窟で邪神の呪術を受け洗脳される。
長男ベガスはモンスター達のリーダー格で、1番の実力者。魔力も強いはずなのだが、普段は剣で戦っている。
長女ベラリオスは好戦的な性格で、戦場では常に前線に立っている。
末弟ベグスは呪術が得意で、リタ姫、ニャーミを洗脳していた。

#### OVA版
ガバディー声：滝口順平
ギルダ - 声：亀山助清

### サブキャラクター

#### ヴィルガスト界

##### 第1シリーズ以降
リタ姫 (Princess. Lita（ますこっと）/ Princess.Rita（第1シリーズ第6章）)
ペスパ国第1王女。14歳。A型。瞬と出会う前に父親の国王が殺されており、実質国を治めている。中島三智子と瓜二つの外見で、瞬も出会った当初は困惑していた。橙色の大きめのカチューシャを愛用している。瞬との出会いと闘いを経て、彼を密かに恋慕するようになる。
第2シリーズ時、再びペスパにも危機が訪れ、捕らえられて洗脳されルシーズIIとなってしまう。
実はウィンディーネが引き離した、神の力を持つ双子の姉妹の妹であり、ヴィルガスト界のキーパーソンの一人。
うさぎのラー (Rar)
瞬と三智子をヴィルガストに導いたウサギ。外見はお世辞にも可愛いとはいえないキモカワ系。
ニャゴ神官 (Priest Nyago)
ゼウスの町で神官をしている、法衣をまとい眼鏡をかけた白いネコ型ヒューマノイド。実はヴィルガストの原作者 P.NEKOMATA である。彼は他にもSDガンダムにてニャゴ神として登場している。
アリシア姫 (Princess Alycia)
アリア王国第2王女でクリスの妹姫。11歳。？型。先のやや丸まった水色のロングヘアに紅眼。胸のリボンと後の肩の長いケープと両手に宝石の付いているフリルなロングドレスを纏っている。姉とは違いおっとりした性格ではあるが、心根は姉同様しっかりしており、外の世界への好奇心は旺盛。優しくて明るいお姫様であり、美貌も姉に負けず劣らずで国民からの人気も高い。
アリア国国王
アリア国の現王。クリスとアリシアの父親。駆け落ち同然で逐電したクイを激しく憎んでいたが、邪神軍の襲撃をきっかけに二人の仲を認めて、第1パーティの面々を騎士に叙し新装備を授けた。
ハワード (Howard)
アリアの隣国、ラクーサ国第1王子でクリスの許婚だった。黒髪の長髪が特徴でかなりハンサムであり、性格も誠実。さすがにクイやクリスほどではないが剣術も学んでおり、王子として相応しく振舞おうとする努力家である。家臣、兵士、国民からも認められ慕われており、信頼は厚い。
邪神軍のアリア国襲撃の際には自ら騎士団を率いて駆け付け、精一杯戦ったが敵は想像以上に手ごわく苦戦。その邪神軍を撃退したクリスたちの絆の強さを悟り、自ら婚約の破棄を申し入れた。その後にアリシア姫と親しくしているようだ。
ネルソン (Nelson)
アリア国の剣術指南。十数年前、伝説の勇者ウィリアムと共に邪神討伐の旅に出ていた。白髪の長髪で、髭を伸ばしている。
老いても剣術の腕前はなお相当なものであり、アリア国が屈強な戦士団を鍛えて持ち続けていられるのは、彼の存在が大きい。
ウィリアム (William)
アリア国の田舎、シース村に住んでいた剣士。聖剣エクスカリバーを愛用していた。息子ユータが生まれたのと同じ頃に、自らの命と引き換えに邪神を本に封じ込めたとされるが、作品によって違いがある為その生死は不明。
なお「勇者」の称号は時のアリア王からウィリアムの血統に対して授けられたものであるので、息子のユータも名乗る事ができる。
ラルフ (Ralph)
アリア国王妃付きの召使い。アリア国の危機をクイたちに伝えて息を引き取る。
光のナイフの魔剣士一族
兄スパールは邪神の命をうけてクリス王女を暗殺する為にアリア国武術大会に潜入するが、クイに斃された。
弟スカールは兄によく似た容姿を持つ。軍勢を引き連れてアリア国を強襲するが、駆け付けた第1パーティのクイに斃された。
従兄弟のスカレックは一族最強の魔力を持つ。邪神封印後のアリア国建国祭に乗じて邪神の復活を企てるが、クイに斃された。
ゼノガド (Zenogad)
とある街で武器屋を営む、ロシア帽をかぶった白い髭面の男。35歳。B型。失くした手形を拾ってくれたお礼にアイテムをくれる。
2人暮らしの連れである13歳の娘（B型。黄褐色のショートヘアに黒眼。エプロンドレス着用）は、森でマタタビモドキの悪酔いに苦しむリュキアを介抱してくれた。
エミリー (Emily)
名前は漫画版のもので、ガシャポン本篇ではモンスターの「バンシー」である。ウェーブのかかったロングヘアに少し尖った耳が特徴の、はかなげな女性。
ゼウスの街外れの森でボストフとレミに指輪を探すよう依頼するが、その正体は街の道具屋の娘の幽霊だった。
ヘストン (Heston)
ムロボの師匠。荒れ果てていたムロボを更生させた。病に冒され自分の死期を悟り、伝染させないようにする為、海底の洞窟に閉じこもっている。
シルビー (Sylviee)
リュキアの親友のねこまた族。15歳。B型。蒼いショートボブに蒼眼。一見おとなしそうだがその実、リュキアに劣らず活発かつ猪突猛進な性格であり、リュキアと共に村の有名人になっていた。第1シリーズでは村長から託された女神の装備をリュキアに届ける。
なお、名前の表記は他にも「シルビィ」（漫画版）、「シルヴィ」（ケイブンシャの大百科）など、何故かメディアや作家によって統一が図られていない。本項目ではガシャポン付属のカードの表記に準じる。
ねこまた村長
ねこまた族が平和に暮らす「ねこまた村」の村長で、リュキアの父。顔の大半を眉毛と髭で覆われている。活躍は無いが「CONTINUE2」で商品化されている。
神官グランカス (Priest Glancus)
伝説の勇者が邪神を封印していた本を開けてしまい、肉体を乗っ取られてしまった神官。甲竜の勇者として覚醒した瞬に倒されると同時に、邪神から解放された。
ピクシー
グランカスに仕えていた妖精。ウェーブのかかった若草色のロングヘアに茶眼。北の城で監禁されていた所を瞬に助けられ、北の城内部をナビゲートした。

##### 第2シリーズ以降
ニャーミ (Nyamy)
リュキアの親友のねこまた族。背中くらいまでの髪を左右の肩口辺りで2つに分けて前に垂らしている。先天的なオッドアイで小さい頃からいじめられていた。その心の闇をベグスにつけこまれ、洗脳されるが、リュキアとシルビーの説得、三智子が彼女を操っていた呪いの水晶球を破壊したことで元に戻る。
まりも
ネコっぽいが謎の生き物で詳細は不明。リュキアのペットとなる。リュキアが命名、理由は現実界でみたマリモにそっくりだった事から。
ジョン (John)
ペスパに住む少年。両親をモンスターに殺され、荒れるがクリントと出会い、少年らしさを取り戻す。
アンガス老師 (Master Angus)
烈破闘竜拳を操る伝説の老武闘家。イコリーナに頼まれて身寄りの無いクリントを引き取り、自分の道場で彼に武術を仕込む。かなりの助平。

##### OVA版
村長 - 声：辻村真人
キャラクターの原形は第1シリーズの「武器屋ゼノガド」。
リーナ - 声：?
冒頭でモンスターに襲われる村長の娘。キャラクターの原形は第1シリーズの「ゼノガドの娘」。

#### 現実界の住人
草野尚子（くさの・なおこ）&宮野木あやめ（みやのぎ・あやめ）
三智子の親友二人組。活発そうな尚子はボーイッシュな褐色のショートヘアで、背負い式の学生カバンを愛用している。真面目そうなあやめは腰までの褐色のロングヘアで、ピンクのカチューシャと眼鏡をかけている。
早坂亜美（はやさか・あみ）
気の強そうなお金持ちのワガママお嬢様で、膝までとどく長い栗色のウェービーヘアと大きな赤いリボンがチャームポイント。瞬に好意を持っており、瞬と親密になるべく様々な計略を張り巡らせるが、大概は自らの策に溺れて自爆してしまう。
元々は『甲竜伝説ヴィルガスト外伝』内の小説「瞬と美智子 出会いの章」（作：橋爪啓　イラスト：こいでたく）のオリジナルキャラクターだったが、その後「外伝シリーズ」や「パロ伝シリーズ」の諸作家の作品に相次いで登場、ついにガシャポン本篇の第2シリーズで正式にデビューを果たした。

## 登場用語
神の双子
女神の力を持つ、選ばれた双子の姉妹。『どちらか片方が生きている限り、完全に死ぬ事は無い』という特殊な力を持つ。ただし激しいダメージを受けるとしばらくの間生命活動を停止するため、事情を知らないものには死んだようにしか見えない。このためかつてルシーズ（≒三智子）を倒した経験のある瞬は「何故生きているんだろう」と困惑していた。
伝説の甲竜
ダークドラゴン・ブルードラゴン・レッドドラゴンからなる三体の竜神達の総称。彼らは本の姿となった時、手にした者に自らを武具化して力を与えることが出来る。

## メディアミックス作品および関連商品

### 漫画
甲竜伝説ヴィルガスト
1990年から1993年に『デラックスボンボン』で連載されていた漫画。全7巻。作者はすみだひろゆき。ガシャポン作品と同時進行という事もあり、ガシャポン本篇のストーリーを補完・発展させた内容だった。また第2シリーズ相当部分にも結末が与えられている。全35話+番外編4話。
基本設定に関しては、ガシャポン版とは少々異なる面もある（ファンナが色仕掛けを武器にするなど）。特に第2巻以降、原作ガシャポン版に比べて頭身は高くなり、男性キャラクターはよりたくましく、女性キャラクターはより肉感的にデフォルメされている。第5巻以降は全体に太い主線が多用されるようになった。
第1シリーズ（第1巻～第4巻）と第2シリーズ（第5巻～第7巻）の間に、瞬と出会う前の第1パーティを描いた『番外編』が掲載された（第4巻所収）。その内「アリア国剣技大会」は『甲竜伝説ヴィルガスト外伝』の「おてんば姫の大活劇」（作：大出光貴　イラスト：おおぬまひろし）を原形としている。
| 第1巻 （ISBN 4-06-321601-2） 第1章 (1) 旅だち 第2章 (2) 女神の盾をさがせ！ 第3章 (3) 哀しみの王女リタ 第4章 (4) 闇に支配された国 第5章 (5) 新しいなかまリュキア 第6章 (6) 別れ，そして出会い | 第2巻 （ISBN 4-06-321602-0） 第1章 (7) 影武者ボストフ 第2章 (8) 孤高の戦士ムロボ 第3章 (9) それぞれの戦い 第4章(10) 謎の女戦士ルシーズ 第5章(11) えらばれし勇者!! 第6章(12) 魔術師レミの恋 | 第3巻 （ISBN 4-06-321603-9） Chapt.1(13) 真の勇者 Chapt.2(14) シルビィ大暴走 Chapt.3(15) 戦士の休息 Chapt.4(16) 瞬と瞬!? Chapt.5(17) 北の城侵入 Chapt.6(18) 戦い…そして死… | 第4巻 （ISBN 4-06-321648-9） chapt.1(19) 復讐対決 chapt.2(20) 戦いの終わりに 番外編 episode 1 アリア国剣技大会 番外編 episode 2 がんばれユータ 番外編 episode 3 ファンナの涙 番外編 episode 4 おわれてにげて |  |

| 第5巻 （ISBN 4-06-321659-4） Chapt. 1(21) 危機 Chapt. 2(22) 不安な出発 Chapt. 3(23) あやまち Chapt. 4(24) 魔法の力 Chapt. 5(25) 侵略 Chapt. 6(26) とどかぬ叫び | 第6巻 （ISBN 4-06-321670-5） Chapt. 7(27) ベスパ国の攻防 Chapt. 8(28) 帰郷 Chapt. 9(29) 仲間とともに | 第7巻 （ISBN 4-06-321686-1） Chapt.10(30) ブラザーズ Chapt.11(31) 呪文をとなえて Chapt.12(32) アレイの島へ Chapt.13(33) 少女の祈り Chapt.14(34) 邪神ふたたび Chapt.15(35) さようなら |  |

### 小説
- 甲竜伝説ヴィルガスト1 琥珀色の城塞 （ISBN 4-8291-2528-4）
- 甲竜伝説ヴィルガスト2 朱鷺色の洞窟 （ISBN 4-8291-2543-8）
1993年、1994年に富士見ファンタジア文庫から発売された小説。平成4年10月30日発売号より1年間ドラゴンマガジンに連載されたものを単行本化したもの。基本的に原作準拠の内容であり、後述のOVA版の続編の位置づけである。作者はあかほりさとる。連載分の挿絵はそうま竜也が担当していたが、単行本化に際し西島克彦に変更されている（ただしOVA版とはまた絵柄が異なる）。

### OVA
甲竜伝説ヴィルガスト（OVA全2話　1992年 - 1993年）
上下巻で発売されたOVA作品。原作の主人公である瞬が現実世界からヴィルガスト界へやって来る以前の話であり、代わってクイが主人公に据えられている。
瞬が来る前に全員が出会っていたりと、設定･キャラクターデザインがガシャポン版から一部変更されている。
スタッフ
- 監督・キャラクターデザイン・作画監督 - 西島克彦
- キャラクター原案 - 藤島康介
- シリーズ構成 - あかほりさとる
- 脚本 - 渡辺誓子（上巻）、あかほりさとる（下巻）
- 絵コンテ - もりたけし
- 演出 - 水島精二
- 美術監督 - 中座洋次、須江信人
- 色彩設定 - 一色緑
- 撮影監督 - 佐野禎史
- 音楽 - 田中公平
- 音響監督 - 岩浪美和
- プロデューサー - 杉田敦、池口和彦
- 制作 - アニメイトフィルム　
- 制作協力 - スタジオファンタジア
- 製作・著作 - バンダイビジュアル、ムービック

上巻エンディングテーマ「猫の手も借りたい?」
作詞 - 前田耕一郎 / 作曲 - 田中公平 / 歌 - 横山智佐
下巻エンディングテーマ「見えない翼」
作詞 - 前田耕一郎 / 作曲 - 田中公平 / 歌 - 久川綾
また、これ以前に作品の知名度を上げるためのショートフィルムが制作されている。1990年の東京おもちゃショーで最初に上映されて以後、各地のイベント、一部店頭等で上映され、その後ガシャポンのプレゼントとしても配布、OVAの映像特典として収録がされている。キャラクターデザイン、ストーリーといった設定は全てガシャポン版を踏襲し、キャラクターと世界観の紹介を紹介する内容となっている。音声は音楽のみ（ただし配布版にはナレーションあり）。制作はビッグバン。

### ゲームソフト
甲竜伝説ヴィルガスト 消えた少女
1992年5月23日にバンダイから発売されたスーパーファミコン用RPG。バンダイのゲームソフトとしては初のオリジナル作品。イメージイラストは赤石沢貴士。大筋原作の第1シリーズに沿った内容だが、最終決戦から結末にかけては独自のストーリーが展開する。一定の人気を獲得し、イラストや売り文句で集客できたこともあって10万本を超えるセールスを記録した。しかし、レベルアップ時の能力値上昇が極端にインフレすること、敵から得られる経験値がプレーヤーキャラのレベルに応じて変動すること、レベルが一定以上上がると敵が出現しなってレベルを最大まで上げることができないことなどから、RPGとしての完成度は高くない。
甲竜伝説ヴィルガスト外伝
1993年7月30日にエンジェルから発売されたファミコン用アクションロールプレイングゲーム。こちらはムロボを主人公としたオリジナルストーリーで、第1シリーズ開始直前の第2パーティとリタ姫の活躍が描かれている。

### 書籍

#### ケイブンシャの大百科シリーズ
勁文社からは多くのムック本が発売された。編集はスタジオ・ハード。最初期から参加していたイラストレーターの一人こいでたくは、後にガシャポン第2シリーズのキャラクターデザインを担当することとなった。

##### ケイブンシャの大百科
薄型の文庫版サイズでありながら、当時の情報環境（インターネットの未発達、専門誌の不在など）を反映して、本シリーズにおいてはカタログ的な商品紹介と、漫画や短篇小説によるストーリー補完が徹底的に行われ、情報の密度も高い。また、『甲竜伝説ヴィルガストPartII』以降のカバーには「EXPチップ」が付属していた。短篇小説は5篇を除き大出光貴の手による。
- 甲竜伝説ヴィルガスト（初版：1991年3月4日　雑誌コード：63549-47）
ガシャポン第1シリーズ第1章～第2章。奥付では何故か「ケイブンシャ大百科別冊」となっているが、仕様は普通の「ケイブンシャの大百科」と同じ。
- 甲竜伝説ヴィルガスト外伝（初版：1991年5月21日　雑誌コード：63549-63）
ガシャポン第1シリーズ第3章。表紙にのみ「出会いの章」と銘打たれている。第1シリーズのプレストーリーとなる短篇小説を3篇収録（1篇のみ作：橋爪啓）。
- 甲竜伝説ヴィルガストII（初版：1991年8月14日　雑誌コード：63549-74）
ガシャポン第1シリーズ第3章～第4章。本篇ストーリーの短篇小説を3篇収録。なお、正式名称が同名の第2シリーズとの関連は無い。
- 甲竜伝説ヴィルガスト大百科（初版：1991年11月13日　雑誌コード：63549-86）
ガシャポン第1シリーズ第5章。第1シリーズの総集篇となっており、他の約2倍のボリュームとなっている。
- 甲竜伝説ヴィルガスト外伝II（初版：1992年1月9日　雑誌コード：63549-97）
第1シリーズ第6章（最終章）。第1シリーズのアフターストーリーとなる短篇小説を3篇収録。
- 甲竜伝説ヴィルガストPartII（初版：1992年12月15日　雑誌コード：63551-48）
第2シリーズ第I章と第II章。第2シリーズのプレストーリーとなる短篇小説を1篇（作：沙藤樹）収録。
- 甲竜伝説ヴィルガストOVA大百科（初版：1993年5月17日　雑誌コード：63551-66）
OVA『甲竜伝説ヴィルガスト』を特集。
- 甲竜伝説ヴィルガスト外伝III（初版：1993年8月9日　雑誌コード：63551-78）
第2シリーズ第III章（最終章）。第2シリーズのアフターストーリーとなる短篇小説を3篇（作：八神純、藤田毅、志穂田義紀）収録。

##### ケイブンシャの大百科別冊
当時のゲームパロディアンソロジーコミックブームの波に乗って、パロディ漫画・小説作品集である「パロ伝」シリーズを中心に、コンピューターゲームの攻略本、テーブルトークRPGのルールブック等が出版された。
- パロパロ伝説ヴィルガスト（初版：1991年12月12日　雑誌コード：63552-08）
「パロ伝」第1弾。「外伝」シリーズの『ムロボくんここにあり』（作：こいでたく）完全再録を含めた4コママンガ集と、2篇の短篇小説（作：沙藤樹）。
- パロパロ伝説ヴィルガスト ショートストーリーズ（初版：1992年4月13日　雑誌コード：63552-31）
「パロ伝」第2弾。4コママンガと9篇の短篇マンガ、3篇の短篇小説（作：大出光貴、沙藤樹、田中昌志）。
- 甲竜伝説ヴィルガストRPG（初版：1992年5月15日　雑誌コード：63552-37）
ガシャポン版をベースにした、ポイント消費型のシンプルなテーブルトークRPG。ゲームデザインは怪兵隊の佐藤俊之。
- 甲竜伝説ヴィルガスト総集編（初版：1992年6月12日　雑誌コード：63552-42）
第1シリーズの総集編の完全版。時期的に第2シリーズ開始までの総ざらいの意味合いが強い。
- 甲竜伝説ヴィルガスト 消えた少女（初版：1992年8月14日　雑誌コード：63552-52）
スーパーファミコン版ゲームの攻略本。大百科シリーズでおなじみのイラストレーター（佐々木亮、づみひろ2号）を起用、小説風にストーリーを解説している。
- パロパロ伝説ヴィルガスト 還ってきた勇者たち（初版：1993年3月17日　雑誌コード：63552-90）
「パロ伝」第3弾。パロディ4コママンガを中心に、ゲームブック『ヴィルガストファイターII』（作：沙藤樹）を収録。カバーに「EXPチップ」付属。
- FC版甲竜伝説ヴィルガスト外伝（初版：1993年10月14日　雑誌コード：63554-27）
ファミコン版ゲームの攻略本。趣旨はスーパーファミコン版の攻略本と同じ。高沢一による本文イラストのキャラクターデザインはOVAに準拠。
- パロパロ伝説ヴィルガスト 邪神軍の逆襲（初版：1993年12月20日　雑誌コード：63554-39）
「パロ伝」第4弾。ついに全篇パロディマンガおよびパロディ4コママンガとなった。
- 参加イラストレーターおよび漫画家（初登場順）：こいでたく（小出拓）、蜂文太、おおぬまひろし、中村淳一、いづみひろし（いづみひろの）、今井修二、島本晴海、石垣のぶゆき、づみひろ2号、木野聖子、赤山としふみ（亞加矢魔斗死不身）、ちばたけろー、おだぎみを、佐々木亮、藤本崇、佐藤みなと、えびふらい、佐々野悟、高沢一、猫島礼、山吹ショウマ、瀬川直子、赤津みずは、坂田テツヤ、内村なかめ、幸澄時、日々野和彦、はらみほよ、たくまレオ

#### バンダイの関連書籍
- 甲竜伝説ヴィルガスト大図鑑<上>（初版：1991年9月10日　ISBN 4-89189-171-8）
- 甲竜伝説ヴィルガスト大図鑑<下>（初版：1991年12月10日　ISBN 4-89189-178-5）
ENTERTAINMENT BIBLE シリーズ38および40。第1シリーズの第5章までをサポート。商品解説の他、一部の世界設定について詳細に記述している。
- 甲竜伝説ヴィルガスト画集（初版：1991年12月10日　ISBN 4-89189-181-5）
第1シリーズの版権イラストおよび設定画、『甲竜伝説う゛ぃるがすと ―おまけ版―』を一通り収録。
  - 参加イラストレーター（順不同）：菊池通隆、明貴美加、平野俊弘、森木靖泰、飛龍乱、見田竜介、猫島礼、伊藤洋行、北崎拓、小出拓、毛利和昭、福島喜晴、金物昌人
- 甲竜伝説ヴィルガスト 消えた少女 上巻・必勝攻略編（初版：1992年6月15日　ISBN 4-89189-226-9）
- 甲竜伝説ヴィルガスト 消えた少女 下巻・完全攻略編（初版：1992年7月15日　ISBN 4-89189-230-7）
スーパーファミコン版ゲームのメーカー公式攻略本。カラーページが豊富。
- コミックヴィルガスト Vol.1（初版：1992年6月30日　ISBN 4-89189-220-X）
- コミックヴィルガスト Vol.2（初版：1993年3月15日　ISBN 4-89189-205-6）
サイバーコミックス別冊。描き下ろしにサイバーコミックス本誌掲載分を加えたもの。Vol.2の帯には「EXPチップ」が付属していた。
  - 参加イラストレーターおよび漫画家（順不同）：なかむらたけひこ、金物昌人、マイケル原腸、シンツグル、こいでたく、平野俊弘、緋井斑点、飛龍乱、東洋子、おおぬまひろし、ふじいあきこ、山吹ショウマ、おだぎみを、ここまひ、伊藤洋行、高澤秀英、蜂文太、近藤ゆたか、赤山としひみ、飯島ゆうすけ、赤石沢貴士、此路あゆみ、ねりわさび、藤咲真、そうま竜也、大連、えびふらい、みやさかたかし

### その他関連商品
甲竜伝説ヴィルガスト英雄物語
シリーズ1のキャラクター及び装備アイテムの復刻。バンダイホビー事業部より発売。各種1000円
1弾　始まりの章…第1パーティーのキャラクターと初期装備アイテムのセット
2弾　仲間の章…第2パーティーのキャラクターと装備アイテムのセット
3弾　試練の章…第1パーティーのキャラクターと最終装備のセット
4弾　決戦の章…主人公三池舜の最終装備とリュキア、リタ姫の装備のセット
バンダイ「B-CLUB」製のガレージキットや関連書籍、カードダスなど様々な商品が発売された。キャンペーン目的のグッズ等も多い。